# Манітовок-Рапідс (Вісконсин)
Манітовок-Рапідс (англ. Manitowoc Rapids) — місто (англ. town) в США, в окрузі Манітовок штату Вісконсин. Населення — 2114 особи (2020).

## Демографія
Згідно з переписом 2010 року, у місті мешкало 2150 осіб у 831 домогосподарстві у складі 681 родини. Було 878 помешкань
Расовий склад населення:
| - 97,3 % — білих - 0,8 % — азіатів - 0,2 % — чорних або афроамериканців - 0,1 % — корінних американців - 1,1 % — осіб інших рас |

До двох чи більше рас належало 0,5 %. Частка іспаномовних становила 1,6 % від усіх жителів.
За віковим діапазоном населення розподілялося таким чином: 19,3 % — особи молодші 18 років, 64,1 % — особи у віці 18—64 років, 16,6 % — особи у віці 65 років та старші. Медіана віку мешканця становила 48,3 року. На 100 осіб жіночої статі у місті припадало 101,3 чоловіків;  на 100 жінок у віці від 18 років та старших — 99,1 чоловіків також старших 18 років.
Середній дохід на одне домашнє господарство  становив 86 555 доларів США (медіана — 67 120), а середній дохід на одну сім'ю — 100 191 долар (медіана — 82 566). Медіана доходів становила 54 063 долари для чоловіків та 37 788 доларів для жінок. За межею бідності перебувало 13,6 % осіб, у тому числі 6,7 % дітей у віці до 18 років та 31,4 % осіб у віці 65 років та старших.
Цивільне працевлаштоване населення становило 951 особа. Основні галузі зайнятості: освіта, охорона здоров'я та соціальна допомога — 26,0 %, виробництво — 23,4 %, будівництво — 12,0 %, транспорт — 6,9 %.